# Schmiedeköpfe

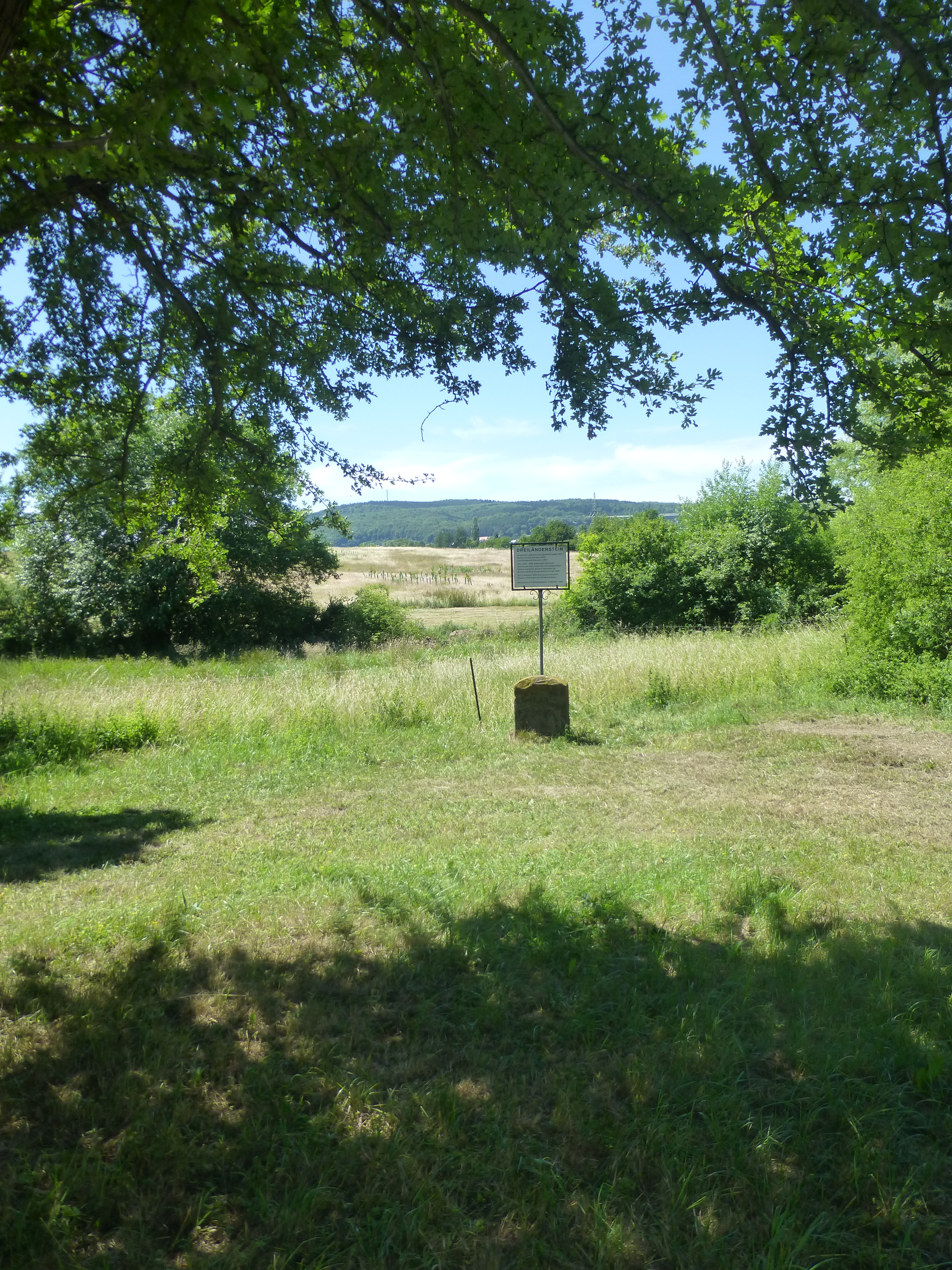
Das Dreiländereck mit historischem Grenzstein

Die Schmiedeköpfe sind eine 251,6 m ü. NHN hohe Erhebung des Oberen Leinegrabens in der Gemarkung von Niedergandern im südniedersächsischen Landkreis Göttingen am Dreiländereck Hessen-Niedersachsen-Thüringen.

## Geographie

### Lage
Die Schmiedeköpfe erheben sich etwa 2 km südsüdwestlich von Niedergandern, einem Ortsteil von Friedland im Landkreis Göttingen in Niedersachsen, und unmittelbar östlich von Eichenberg Dorf, einem Ortsteil von Neu-Eichenberg und zugleich Eisenbahnknotenpunkt am Eichenberg Bahnhof im benachbarten Werra-Meißner-Kreis in Hessen, sowie 1,3 km westnordwestlich von Hohengandern im thüringischen Landkreis Eichsfeld.
Etwa nach Nordosten fällt die Landschaft der Schmiedeköpfe in das Tal der Leine im Bereich von Niedergandern, Besenhausen, Hottenrode (alle in Niedersachsen) und Kirchgandern (Thüringen) ab, östlich schließt sich Hohengandern (Thüringen) an, nach Süden leitet die Landschaft zu Almas Höhe (305,5 m) über und westlich erhebt sich der bis 477,2 m hohe Sandwald (Hessen).
Westlich vorbei an den Schmiedeköpfen fließt in Süd-Nord-Richtung der an Almas Höhe entspringende Leine-Zufluss Hasengraben, der das Dreiländereck tangiert.

### Naturräumliche Zuordnung
Die Schmiedeköpfe gehören in der naturräumlichen Haupteinheitengruppe Weser-Leine-Bergland (Nr. 37), in der Haupteinheit Leine-Ilme-Senke (372) und in der Untereinheit Oberer Leinegraben (372.7) zum Naturraum Eichenberg-Hohenganderner Hänge und Keuperhügel (372.70).

## Schutzgebiete
Auf den Schmiedeköpfen liegen Teile des niedersächsischen Landschaftsschutzgebiets Leinebergland (CDDA-Nr. 322560; 1986 ausgewiesen; 257,06 km² groß). Von Süden an die Erhebung heran reichen Teile des thüringischen Vogelschutzgebiets Werrabergland südwestlich Uder (VSG-Nr. 4626-420; 84,33 km²).

## Dreiländereck Hessen-Niedersachsen-Thüringen
Etwa 100 m südlich vom Gipfel der Schmiedeköpfe liegt das Dreiländereck Hessen-Niedersachsen-Thüringen (ca. 233 m; ⊙), an dem die deutschen Länder Hessen, Niedersachsen und Thüringen aneinandergrenzen.
Früher grenzten dort die Landgrafschaft Hessen, das Kurfürstentum Braunschweig-Lüneburg und das kurmainzische Eichsfeld aneinander, nach dem Wiener Kongress (1814–1815) das Kurfürstentum Hessen, das Königreich Hannover und das Königreich Preußen, weswegen der dortige Dreiländerstein als Grenzstein die Inschriften KFH, KH und KP trägt. Im Volksmund wird erzählt: Am Dreiländerstein trafen sich mitunter Lehrer von Eichenberg (KFH; Hessen), Reckershausen (KH; Niedersachsen) und Hohengandern (KP; Thüringen), um darauf mit Karten zu spielen, wobei jeder in seinem (damaligen) Land saß.
Während des Kalten Krieges (1945–1990) bildete der Grenzstein einen Grenzpunkt entlang der innerdeutschen Grenze, ab 1945 zwischen der amerikanischen (ABZ) und der britischen Besatzungszone (BBZ) im Westen und der sowjetischen Besatzungszone (SBZ) im Osten und ab 1949 zwischen der Bundesrepublik Deutschland (BRD) im Westen und der Deutschen Demokratischen Republik (DDR) im Osten. Vorbei führte der Eiserne Vorhang inklusive des Kolonnenwegs, der einst als Grenzkontrollweg diente und nun als Wanderweg genutzt wird. Von etwa 1970 bis 1976 befand sich auf den Schmiedeköpfen ein Beobachtungsposten (OP Oscar) der US-Streitkräfte mit Holzturm und Hubschrauberlandeplatz.
Seit 3. Oktober 1990, dem Tag der Deutschen Einheit, markiert der Grenzstein die Grenze von Hessen, Niedersachsen und Thüringen. Er steht nun im Grünen Band Deutschland. Seit 1989 befinden sich am Nordhang der Schmiedeköpfe die Gleisanlagen der Eichenberger Waldbahn.